# Охотники за сокровищами (фильм, 2014)
«Охотники за сокровищами» (англ. The Monuments Men) — американский фильм режиссёра Джорджа Клуни, который также выступил в качестве актёра, продюсера и автора сценария (в соавторстве с Грантом Хесловым). Картина частично основана на историческом исследовании «The Monuments Men: Allied Heroes, Nazi Thieves and the Greatest Treasure Hunt in History» Роберта М. Эдселя и Брета Уиттера. Премьера фильма состоялась на 64-м Берлинском международном кинофестивале.

## Сюжет
Команда историков и хранителей музея объединяется, чтобы спасти известные произведения искусства, похищенные нацистами, прежде чем Гитлер успеет их уничтожить.

## В ролях
- Джордж Клуни — лейтенант Фрэнк Стоукс (прототип — Джордж Л. Стаут)
  - Ник Клуни — Фрэнк Стоукс в старости
- Мэтт Деймон — лейтенант Джеймс Грейнджер (прототип — Джеймс Роример)
- Кейт Бланшетт — Клэр Симон (прототип — Роза Валлан)
- Джон Гудмен — сержант Уолтер Гарфилд (прототип — Уолкер Хэнкок)
- Билл Мюррей — сержант Ричард Кэмпбелл (прототипы — Ральф Уорнер Хэмметт, Роберт К. Поузи)
- Боб Балабан — рядовой Престон Савиц (прототип — Линкольн Кирштайн)
- Жан Дюжарден — второй лейтенант Жан-Клод Клермон
- Хью Бонневилль — второй лейтенант Дональд Джеффрис (прототип — Рональд Эдмонд Балфур)
- Димитри Леонидас — рядовой Сэм Эпштайн (прототип — Гарри Л. Эттлингер)
- Сэм Хэзелдайн — полковник Лэнгтон
- Захари Бахаров — командир Илья
- Мэтт Риппи — полковник Грегг
- Александр Деспла — Эмиль

## Историческая точность
Фильм основан на реальных событиях, но имена всех персонажей были изменены, и в исторические факты были внесены корректировки в интересах драмы. Клуни сказал: «80 процентов истории полностью верны и точны, и почти все сцены имели место в реальности.».
Однако рассказы о некоторых событиях были изменены, чтобы служить драматическому изображению фильма. Произведения искусства в Альтаусзе, соляной шахте в Австрии были спасены из-за влияния Эрнста Кальтенбруннера. Кальтенбруннер бросил вызов приказам фюрера выполнить «Указ Нерона» и уничтожить часть экспонатов, чтобы избежать их попадания в руки врагов, согласно многочисленным реальным свидетельствам, включая интервью с племянником Кальтенбруннера Михлом.
В 1945 году британское Управление специальных операций, под кодовым именем Бонзос и возглавляемое Альбрехтом Гайсвинклером, отвечало за спасение украденных произведений искусства, хранящихся на австрийских соляных шахтах. Гайсвинклер был парашютирован в район Ауссе с тремя коллегами: Валентином Таррой, Иоганном Мозером и Гансом Реннером. Немцы разграбили огромное количество европейских произведений искусства во время нацистского периода и сохранили многие из них в соляной шахте в Альтаусзе недалеко от родного города Гайсвинклера Бад-Аусзе. После того, как они были сброшены в заданную зону, Гайсвинклер поднял силу около 300 человек, вооружил их захваченным немецким оружием и провёл последние недели и месяцы войны, изматывая местные немецкие войска. Когда прибыли американцы, его информация помогла им захватить нескольких видных нацистов. Он и его коллеги захватили соляную шахту, не позволили уничтожить хранящиеся там работы и смогли передать «ряд нацистских кладов сокровищ, включая Мону Лизу и Королевские регалии Австрии». Другие произведения, которые были спасены, включали в себя Гентский алтарь ван Эйка.
Найджел Поллард из Университета Суонси наградил фильм только двумя звёздами из пяти за историческую точность. Поллард пишет: «Там есть ядро истории, но „Охотники за сокровищами“ показан быстрыми и свободными способами, которые, вероятно, необходимы для того, чтобы сюжет работал как фильм, но зритель остаётся с довольно запутанным представлением о том, чем была организация „Monuments, fine arts, and archives program“ и чего она достигла. Настоящая организация никогда не была большой (всего несколько десятков офицеров), но фильм сводит её до семи человек, чтобы персонализировать охоту за разграбленным искусством: пять американцев, один британский офицер, первый из которых был убит и свободный французский офицер, маргинализирующий роль Великобритании в создании организации. Это представлено как инициатива Стоукса после бомбардировки Монтекассино (после февраля 1944 года). Фактически её происхождение вернулось к британским усилиям в Ливии в 1942 году, и она уже существовала (хотя и слабо), когда союзники вторглись на Сицилию в июле 1943 года».

## Производство
Съемки начались в начале марта 2013 года в студии Бабельсберг в Потсдаме, Германия. Город Остервик использован для съемки ненужных сцен. Съемки продлились до конца июня 2013 года и завершились в Великобритании.

## Реакция России
По характеристике бывшего министра культуры России Михаила Швыдкого, русские в фильме изображены «мрачными недоумками, действующими исключительно по принципу „Грабь награбленное!“».